# Ober-Mörlen
Ober-Mörlen là một đô thị ở huyện Wetterau, bang Hessen, Đức. Đô thị Ober-Mörlen có diện tích 37,65 km², dân số thời điểm ngày 31 tháng 12 năm 2006 là 5970 người. Đô thị này có cự ly khoảng 29 km về phía bắc của Frankfurt am Main.